# Alliou Dembélé
Pour les articles homonymes, voir Dembélé.
Alliou Dembélé, né le 1er février 1988 à Pontoise, est un footballeur français qui évolue actuellement au poste de milieu de terrain au Royal Excelsior Virton.

## Biographie

### Débuts amateurs
Né en 1988 à Paris, Alliou commence le football au centre de préformation du Paris Saint-Germain jusqu'à ses 16 ans. Il rejoint ensuite l'Olympique Saint-Quentin dans l'Aisne, puis le Racing CF 92 en 2009 en CFA, où il prendra part à 7 rencontres. Après la rétrogradation du club en CFA2 il travaille comme vendeur de prêt-à-porter masculin sur les Champs-Élysées.
Après deux saisons au club, il quitte l'équipe francilienne et pose ses valises à Épinal, alors en National, à la suite d'un essai concluant. Il y dispute deux saisons pleines, puis est transféré au Gazélec Ajaccio. Le club insulaire réalise la remontée en Ligue 2. Cependant, il n'est pas conservé, et il signe alors à Boulogne-sur-Mer en National.

### Carrière professionnelle
Une saison après, il signe à Bourg-Péronnas, alors que le club bressan vient tout juste de connaître une montée historique en Ligue 2.
Il quitte le club de Bourg-Péronnas à la fin de la saison 2015-2016 et rejoint le Chamois Niortais Football Club. Son contrat est signé pour une durée de deux ans plus une troisième en option. Après deux années passées à Niort, il se dirige vers l'AC Ajaccio pour n'y rester que durant la saison 2018-2019.
De 2019 à 2021, il évolue au sein du Stade lavallois puis au Stade briochin en deuxième partie de l'année 2021. Au début de l'année 2022, il s'engage auprès du Football Bourg-en-Bresse Péronnas 01, équipe où il évoluait 6 ans auparavant.
Cette saison, il apporte son expérience à la réserve de l'Amiens SC, avec laquelle il joue un rôle de grand frère.